# Kim Hwang-sik
Kim Hwang-sik (Jangseong, 9 agosto 1948) è un politico sudcoreano, primo ministro della Corea del Sud dal 1º ottobre 2010 al 25 febbraio 2013, lui è l'ex presidente del consiglio coreano di controllo e ispezione.

## Biografia
Nato a Jangseong, ha studiato diritto all'Università di Marburg (Germania) e si è laureato alla Seoul National University. Passò l'Esame Giudiziario Nazionale ed è stato dato, attraverso tribunali regionali, come un giudice. Ha servito come un giudice della Corte Suprema dal 2005 al 2008. Ha servito come presidente della commissione di controllo e ispezione da settembre 2008. Il 16 settembre 2010 è stato nominato come nuovo primo ministro. Dopo la conferma dell'Assemblea Nazionale all'udienza del 29 settembre, Kim è stato confermato come Primo Ministro il 1 ° ottobre 2010. Kim lasciò il posto BAI a metà strada nel suo mandato di quattro anni; era la seconda persona ad essere nominato primo ministro direttamente dal post alto BAI dopo Lee Hoi-chang.